# Soraya Paladin
Soraya Paladin   (Treviso, 4 de maig de 1993) és una ciclista italiana professional des del 2012 i actualment a l'equip Canyon-SRAM Racing.
La seva germana Asja també es dedica al ciclisme.

## Palmarès
- 2018
  - 1a al Giro de Toscana-Memorial Michela Fanini i vencedora d'una etapa
- 2019
  - Vencedora de dues etapes a la Volta a Burgos
  - Vencedora d'una etapa al Giro de Toscana-Memorial Michela Fanini
  - 1a al Giro delle Marche in Rosa i vencedora d'una etapa

### Resultats a les Grans Voltes

#### Giro d'Itàlia
- 2014: 73a posició
- 2015: 87a posició
- 2016: 33a posició
- 2017: 52a posició
- 2018: 36a posició
- 2019: 9a posició
- 2020: 17a posició
- 2021: 28a posició
- 2022: 36a posició
- 2023: 27a posició
- 2024: 52a posició
- 2025: 53a posició

#### Tour de França
- 2022: 77a posició
- 2023: 42a posició
- 2024: 77a posició
- 2025: Abandona a la 7a etapa